# Vízioposszum
A vízioposszum vagy yapok (Chironectes minimus) az oposszumalakúak (Didelphimorphia) rendjéhez, ezen belül az oposszumfélék (Didelphidae) családjához tartozó Chironectes nem egyetlen faja.
A fajt először Johann Karl Wilhelm Illiger írta le 1811-ben.

## Előfordulása
Dél-Mexikótól, Dél-Amerika déli részéig honos. Természetes élőhelyei a trópusi és mérsékelt övi erdők, édesvizek közelében.

## Megjelenése
Testhossza 26-40 centiméter, farka 31-43 centiméter. Teste karcsú, szőrzete vízlepergető, farka csupasz. Hátsó lábai úszóhártyásak.

## Életmódja
Az egyetlen vízi életmódhoz alkalmazkodott erszényes. Éjszakai állat, a víz alá merülve halakra, békákra, rákokra, kagylókra és vízi rovarokra vadászik, melyeket ragadós, karom nélküli mellső mancsával kap el. Nappal levelekkel bélelt fészkekben pihen a vízparton. A zsákmányát szintén a vízparton fogyasztja el.

## Szaporodása
A vemhesség ideje 2 hét, ezt követően átlagosan 2-5 kölyöknek ad életet. A nőstények és a hímeknek is van erszénye, melynek hátrafelé néző nyílása a víz alatt egy izomgyűrűvel szorosan lezárható.